# Notre voix
 (mars 2021).
Si vous disposez d'ouvrages ou d'articles de référence ou si vous connaissez des sites web de qualité traitant du thème abordé ici, merci de compléter l'article en donnant les références utiles à sa vérifiabilité et en les liant à la section « Notes et références ».
Notre voix (Unzer Shtimè) est un journal bundiste yiddish, qui a paru de 1944 à 1995, à Paris.
Son rédacteur en chef à la Libération est Yehezkel Naiman.